# Дрискол, Агнес
Агнес Дрискол (англ. Agnes Meyer Driscoll, 1889−1971), известна также как Мисс Агги или Мадам X — американский криптограф.

## Биография
Агнес Мэй Мейер родилась в штате Иллинойс в 1889 году, в 1909-м окончила колледж в штате Огайо, в 1911-м получила степень бакалавра искусств в Университете штата Огайо, специализировалась по математике, физике, иностранным языкам и музыке. После окончания университета Агнес переехала в Амарилло (Техас), где возглавляла музыкальное отделение местной военной академии, а затем — кафедру математики в средней школе.
22 июня 1918 года, через год после вступления США в Первую мировую войну, Агнес поступила на службу в ВМС США и была назначена в шифровальное подразделение начальника связи флота. После этого Агнес до 1949 года (за исключением двухлетнего периода, когда она работала в частной фирме), служила в качестве ведущего криптоаналитика ВМС США. Одной из первых её задач было участие в разработке одной из первых шифровальных машин ВМС США — «СМ». В 1923 Агнес уволилась со службы и устроилась в Hebern Electric Code Company в качестве технического консультанта. Несмотря на то, что эта компания вскоре обанкротилась, работа в ней была чрезвычайно полезна для будущей карьеры Агнес. Она вернулась на службу в военно-морской флот весной 1924 года. В августе 1924 вышла замуж за Майкла Дрискола, юриста из Вашингтона.
В последующие годы службы Агнес Дрискол взломала японские военно-морские коды — так называемую «Красную книгу» в 1920-е и «Голубую книгу» в 1930, а в 1940 сделала попытку взломать JN-25 — оперативный код японского флота, который ВМС США использовали после нападения на Перл-Харбор во время войны на Тихом океане. В начале 1935 Агнес успешно взломала код японской шифровальной машины M-1 (известной в США как ORANGE-машина), использовавшийся для шифрования сообщений японских военно-морских атташе по всему миру.
В начале Второй мировой войны Агнес Дрискол вела работу по взлому кодов машины Энигма, которую использовал германский военный флот. В 1942—1943 работала по этому направлению совместно с британскими криптографами, под руководством Л. Саффорда и Д. Рочфорта. В 1949 вместе с другими криптологами ВМФ Агнес Дрискол перешла на работу в Агентство безопасности Вооружённых Сил, а в 1952 — в созданное на его основе Агентство национальной безопасности. Вышла на пенсию в 1959 году.
Умерла в 1971 году, похоронена на Арлингтонском национальном кладбище.
В 2000 году её имя было увековечено в Зале Славы Агентства национальной безопасности.